# Коломерс
Коломерс (Коломес, исп. Colomés, баск. Colomers, кат. Colomers) — муниципалитет в Испании, входит в провинцию Жирона в составе автономного сообщества Каталония. Муниципалитет находится в составе района (комарки) Баш-Эмпорда. Занимает площадь 4,30 км². Население — 201 человек (на 2010 год).

## Население
| Год  | Численность | Численность   |
| ---- | ----------- | ------------- |
| 1717 | 250         | [ 4 ]         |
| 1787 | 404         | [ 4 ]         |
| 1857 | 553         | [ 4 ]         |
| 1860 | 521         | [ 4 ]         |
| 1877 | 457         | [ 4 ]         |
| 1887 | 456         | [ 4 ]         |
| 1900 | 362         | [ 4 ]         |
| 1910 | 371         | [ 4 ]         |
| 1920 | 354         | [ 4 ]         |
| 1930 | 344         | [ 4 ]         |
| 1936 | 367         | [ 4 ]         |
| 1940 | 349         | [ 4 ]         |
| 1945 | 348         | [ 4 ]         |
| 1950 | 376         | [ 4 ]         |
| 1955 | 303         | [ 4 ]         |
| 1960 | 287         | [ 4 ]         |
| 1965 | 275         | [ 4 ]         |
| 1970 | 275         | [ 4 ]         |
| 1975 | 236         | [ 4 ]         |
| 1981 | 225         | [ 4 ]         |
| 1986 | 214         | [ 4 ]         |
| 1991 | 186         | [ 4 ]         |
| 2001 | 200         | [ 5 ]         |
| 2002 | 199         | [ 6 ]         |
| 2003 | 206         | [ 7 ]         |
| 2004 | 202         | [ 8 ]         |
| 2005 | 207         | [ 9 ]         |
| 2006 | 213         | [ 10 ]        |
| 2007 | 203         | [ 11 ]        |
| 2008 | 203         | [ 12 ]        |
| 2009 | 195         | [ 13 ]        |
| 2010 | 201         | [ 14 ]        |
| 2011 | 196         | [ 15 ]        |
| 2012 | 205         | [ 16 ]        |
| 2013 | 193         | [ 17 ]        |
| 2014 | 195         | [ 18 ]        |
| 2015 | 189         | [ 19 ]        |
| 2016 | 188         | [ 20 ]        |
| 2017 | 179         | [ 21 ]        |
| 2018 | 176         | [ 22 ] [ 23 ] |
| 2019 | 176         | [ 24 ]        |
| 2020 | 174         | [ 25 ]        |
| 2021 | 188         | [ 26 ]        |
| 2022 | 204         | [ 27 ]        |
| 2023 | 207         | [ 28 ]        |
| 2024 | 205         | [ 2 ]         |

### Демография
Населения города (в 2007 году) составляло 203 человека (из них менее 14 лет — 7,9 %, от 15 до 64 — 61,1 %, свыше 65 лет — 31,0 %). В 2006 году рождаемость составила 0 человек, смертность — 3 человека, зарегистрирован 1 брак. В 2001 году работоспособное население составляло 96 человек, из них безработных — 5 человек.
Среди лиц, проживавших на территории города в 2001 году, 184 родились в Каталонии (из них 111 человек в той же комарке), 13 человек приехало из других областей Испании, 6 человек приехало из-за рубежа. Высшее образование имеет 8,7 % всего населения. В 2001 году в городе насчитывалось 75 домохозяйств (из них 24,0 % состояли из одного человека, 22,7 % — из двух человек, 30,7 % — из 3 человек, 12,0 % — из 4 человек, 6,7 % — из 5 человек, 2,7 % — из 6 человек, 0,0 % — из 7 человек, 0,0 % — из 8 человек и 1,3 % — из 9 и более человек). Работоспособное население города в 2001 было занято:
- в сельском хозяйстве — 9,9 %;
- в промышленности — 19,8 %;
- в строительстве — 11,0 %;
- в сфере обслуживания — 59,3 %.
На территории муниципалитета или комарки работало 48 человек, вне комарки — 57 человек.

### Безработица
В 2007 в городе зарегистрировано 2 безработных (в 2006 году — 1 безработный), все женщины.

## Экономика

### Предприятия

#### Промышленные предприятия
| Промышленные предприятия города, по сфере деятельности | Промышленные предприятия города, по сфере деятельности | Промышленные предприятия города, по сфере деятельности |
| Год                                                    | 2002                                                   | 2001                                                   |
| ------------------------------------------------------ | ------------------------------------------------------ | ------------------------------------------------------ |
| Энергетика и водные ресурсы                            | 0,0 %                                                  | 0,0 %                                                  |
| Химия и металлургия                                    | 28,6 %                                                 | 20,0 %                                                 |
| Обработка металлов                                     | 0,0 %                                                  | 0,0 %                                                  |
| Пищевая промышленность                                 | 42,9 %                                                 | 40,0 %                                                 |
| Текстильная промышленность                             | 0,0 %                                                  | 0,0 %                                                  |
| Мебельное производство, издательская деятельность      | 28,6 %                                                 | 40,0 %                                                 |
| Прочее                                                 | 0,0 %                                                  | 0,0 %                                                  |
| Всего предприятий                                      | 7                                                      | 5                                                      |

#### Сфера услуг
| Предприятия города, работающих в сфере услуг, по сфере деятельности | Предприятия города, работающих в сфере услуг, по сфере деятельности | Предприятия города, работающих в сфере услуг, по сфере деятельности |
| Год                                                                 | 2002                                                                | 2001                                                                |
| ------------------------------------------------------------------- | ------------------------------------------------------------------- | ------------------------------------------------------------------- |
| Оптовая торговля                                                    | 16,7 %                                                              | 25,0 %                                                              |
| Гостиничный бизнес                                                  | 33,3 %                                                              | 25,0 %                                                              |
| Транспорт и связь                                                   | 16,7 %                                                              | 25,0 %                                                              |
| Посреднические финансовые услуги                                    | 0,0 %                                                               | 0,0 %                                                               |
| Услуги предприятиям                                                 | 16,7 %                                                              | 0,0 %                                                               |
| Услуги физическим лицам                                             | 16,7 %                                                              | 25,0 %                                                              |
| Недвижимость и прочее                                               | 0,0 %                                                               | 0,0 %                                                               |
| Всего предприятий                                                   | 6                                                                   | 4                                                                   |

## Жилой фонд
В 2001 году 2,7 % всех семей (домохозяйств) имели жилье метражом до 59 м², 4,0 % — от 60 до 89 м², 44,0 % — от 90 до 119 м², 49,3 % — более 120 м².Из всех зданий в 2001 году 28,5 % было одноэтажными, 68,5 % — двухэтажными, 3,1 % — трехэтажными, 0,0 % — с четырьмя и более этажами.

## Автопарк
| Автомобили, зарегистрированные в городе, по назначению | Автомобили, зарегистрированные в городе, по назначению | Автомобили, зарегистрированные в городе, по назначению |
| Год                                                    | 2006                                                   | 2005                                                   |
| ------------------------------------------------------ | ------------------------------------------------------ | ------------------------------------------------------ |
| Частные автомобили                                     | 71,1 %                                                 | 70,6 %                                                 |
| Мотоциклы                                              | 11,7 %                                                 | 10,6 %                                                 |
| Грузовики                                              | 13,3 %                                                 | 14,4 %                                                 |
| Тракторы                                               | 1,1 %                                                  | 1,1 %                                                  |
| Автобусы и прочие                                      | 2,8 %                                                  | 3,3 %                                                  |
| Всего автомобилей                                      | 180 шт.                                                | 180 шт.                                                |

## Каталанский язык
В 2001 году каталанский язык в городе понимали 99,5 % всего населения (в 1996 году — 98,1 %), умели говорить на нем 94,5 % (в 1996 году — 95,7 %), умели читать 94,5 % (в 1996 году — 93,4 %), умели писать 75,0 % (в 1996 году — 60,7 %). Не понимали каталанского языка 0,5 %.

## Политика
В выборах в Парламент Каталонии в 2006 году приняли участие 132 человека (в 2003 году — 149 человек). Голоса за политические силы распределились следующим образом:
| Выборы в Парламент Каталонии            | Выборы в Парламент Каталонии | Выборы в Парламент Каталонии |
| год                                     | 2006                         | 2003                         |
| --------------------------------------- | ---------------------------- | ---------------------------- |
| Конвергенция и Союз (CiU)               | 40,9 %                       | 36,9 %                       |
| Социалистическая партия Каталонии (PSC) | 14,4 %                       | 13,4 %                       |
| Народная партия (PP)                    | 1,5 %                        | 1,3 %                        |
| Инициатива по Каталонию — Зеленые (ICV) | 25,8 %                       | 18,8 %                       |
| Левые республиканцы (ERC)               | 14,4 %                       | 28,2 %                       |
| Граждане — Гражданская партия (C’s)     | 0,0 %                        | 0,0 %                        |
| Прочие                                  | 3,0 %                        | 1,3 %                        |